# Општина Брежице
Општина Брежице (словен. Brežice) је једна од општина Доњепосавска регије у држави Словенији. Седиште општине је истоимени град Брежице.

## Природне одлике
Рељеф: Општина Брежице налази се у крајње југоисточном делу Словеније, ближу Загребу (30 km) него Љубљани (преко 100 км. Пошто је општина Брежице најниже постављена посавска општина у држави она је најнижа у конитинеталном делу Словеније. Средишњи део општине је равница, коју образују реке Сава, Крка и Сутла. На југу се налази планина Горјанци, а на северу побрђе Козјанско.
Клима: У општини влада умерено континентална клима.
Воде: Најважнији водоток у општини је река Сава, а после ње реке Крка и Сутла, које се у Саву уливају на подручју општине. Град Брежице се управно налази на ушћу Крке у Саву. Сутла је погранична река ка Хрватској на истоку општине. Сви остали водотоци су мањи и притоке наведених већих водотока.

## Становништво
Општина Брежице је средње густо насељена. Удео Хрвата (6,1%) у општини је висок за словеначке прилике и последица је близине Хрватске и њеног главног града.

## Насеља општине
| - Арново село - Артиче - Бизељска Вас - Бизељско - Блатно - Бојсно - Боршт - Брачна Вас - Брезје при Бојснем - Брезје при Велики Долини - Брезовица на Бизељскем - Брежице - Брви - Букошек - Буковје - Бушеча Вас - Велика Долина - Велике Маленце - Велики Обреж - Вињи Врх - Витна Вас - Волчје - Врхје - Врховска Вас - Габрје при Добови - Гај - Газице - Глобочице | - Глобоко - Глогов Брод - Горења Пирошица - Горење Скопице - Горњи Ленарт - Греговце - Дечно Село - Дедња Вас - Добено - Добова - Долења Пирошица - Долења Вас при Артичах - Долење Скопице - Драмља - Дреновец при Буковју - Дворце - Жејно - Жупеча Вас - Жупелевец - Засап - Згорња Поханца - Згорњи Обреж - Извир - Јереславец - Јесенице - Каменце - Капеле | - Коритно - Крашка Вас - Криже - Кршка вас - Лазе - Лоче - Мала Долина - Мали Цирник - Мали Обреж - Мали Врх - Михаловец - Мостец - Мрзлава Вас - Нова Вас об Сотли - Нова Вас при Мокрицах - Обрежје - Оклукова Гора - Орешје на Бизељскем - Павлова Вас - Печице - Перишче - Пиршенбрег - Пишеце - Подгорје при Пишецах - Подграчено - Подвиње - Поникве | - Поштена Вас - Прилипе - Рачја Вас - Рајец - Раковец - Рибница - Ригонце - Села при Добови - Силовец - Слогонско - Словенска Вас - Собења вас - Сподња Поханца - Сромље - Станково - Стара вас - Бизељско - Стојански Врх - Требеж - Храстје при Церкљах - Церина - Церкље об Крки - Цирник - Цундровец - Цурновец - Чатеж об Сави - Чедем - Чрешњице при Церкљах |  |